# La Celle-Saint-Avant
La Celle-Saint-Avant ist eine französische Gemeinde mit 1.059 Einwohnern (Stand: 1. Januar 2022) im Département Indre-et-Loire in der Region Centre-Val de Loire; sie gehört zum Arrondissement Loches und zum Kanton Descartes. Die Einwohner werden Cellois genannt.

## Geographie
La Celle-Saint-Avant liegt etwa 41 Kilometer südsüdwestlich von Tours an der Creuse, die die Gemeinde im Süden begrenzt.

### Nachbargemeinden
Umgeben ist La Celle-Saint-Avant von den Nachbargemeinden Maillé im Norden und Nordwesten, Draché im Norden, Marcé-sur-Esves im Osten, Descartes im Südosten, Port-de-Piles im Süden sowie Nouâtre im Westen und Nordwesten.

## Bevölkerungsentwicklung
| Jahr                       | 1962 | 1968 | 1975 | 1982 | 1990 | 1999 | 2006 | 2018 |
| Einwohner                  | 891  | 1019 | 1033 | 1057 | 1097 | 1080 | 1036 | 1069 |
| Quellen: Cassini und INSEE |      |      |      |      |      |      |      |      |

## Sehenswürdigkeiten
- Kirche Saint-Avant aus dem 11./12. Jahrhundert, Monument historique
- Schloss La Tourballière aus dem 15. Jahrhundert

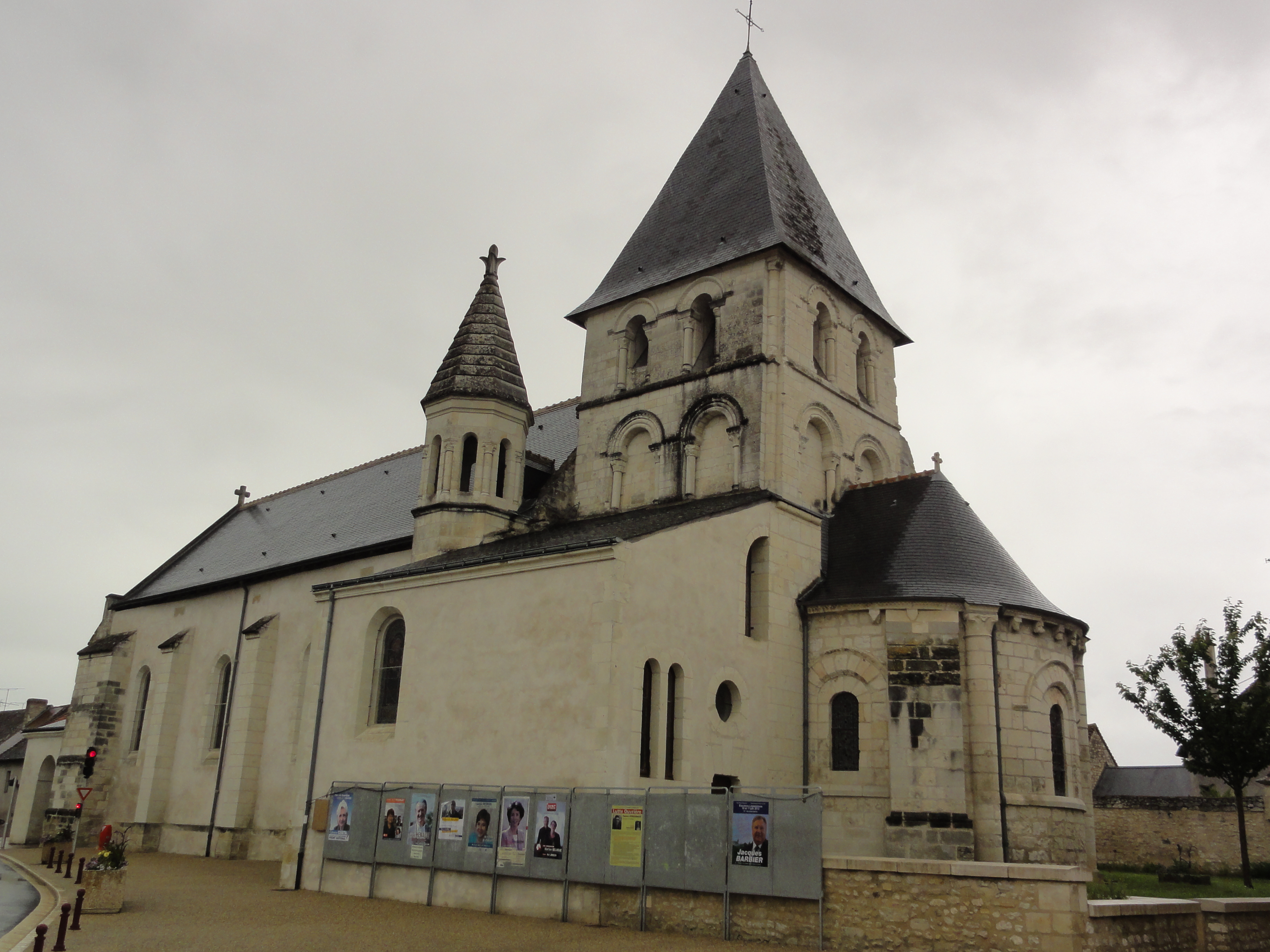
Kirche Saint-Avant